# Agridoce
Agridoce é um projeto paralelo em dupla criado pela cantora Pitty e pelo guitarrista Martin Mendonça.

## História
Eles resolveram criar este projeto contendo músicas folk inspiradas em músicas de Elliott Smith, Jeff Buckley, Leonard Cohen e Nick Drake. A primeira música de trabalho do novo projeto foi "Dançando", gravada em casa em um dia de chuva. Em entrevista, Pitty já afirmou que o projeto seria apenas uma diversão, porém a dupla não se pronunciou oficialmente sobre um possível retorno com novo material.
Em 2011, é lançado o álbum de estreia homônimo. Além dos vocais, Pitty assume o piano, e Martin, o violão. O álbum, com músicas no formato acústico, é lançado em 7 de novembro de 2011. No mesmo ano, é lançado o videoclipe "Dançando", gravado na Serra da Cantareira, com direção de Otávio Sousa. Junto com o videoclipe, é lançada a pré-venda do álbum.
Em 17 de janeiro de 2017, a dupla lançou o single "Hallelujah", como uma homenagem à Leonard Cohen, compositor da canção. Em 21 de abril do mesmo ano, "La Javanaise" é lançada como terceiro single do álbum.
Em 2 de novembro de 2021, a dupla lançou, em comemoração ao aniversário de dez anos do projeto, os singles, "Sweet Virginia" (sucesso dos Rolling Stones) e "Across the Universe" (sucesso dos Beatles), ambos gravados em 2011. No dia seguinte, é lançado o EP-single, "Sweet Virginia / Across The Universe", em K7, download digital e streaming.

## Discografia

#### Álbuns de estúdio
| Ano  | Álbum    | Detalhes                                                                                   |
| ---- | -------- | ------------------------------------------------------------------------------------------ |
| 2011 | Agridoce | - Lançamento: 7 de novembro de 2011 - Gravadora: Deck - Formatos: CD, LP, download digital |

#### Extended plays(EPs)
| Ano  | Álbum                                | Detalhes                                                                                          |
| ---- | ------------------------------------ | ------------------------------------------------------------------------------------------------- |
| 2012 | Agridoce E.P.                        | - Lançamento: 15 de maio de 2012 - Gravadora: Deck - Formatos: EP, download digital               |
| 2021 | Sweet Virginia / Across The Universe | - Lançamento: 3 de novembro de 2021 - Gravadora: Deck - Formatos: K7, EP-single, download digital |

## Videografia

#### Álbuns de vídeo
| Ano  | Álbum                                    | Detalhes                                                                                                   |
| ---- | ---------------------------------------- | --- |
| 2012 | Multishow Registro: Agridoce – 20 Passos | - Lançamento: 25 de maio de 2012 - Gravadora: Deck - Formatos: DVD - Informação: Videoclipes, documentário |

#### Videoclipes
| Ano  | Título       | Trilhas sonora |
| ---- | ------------ | -------------- |
| 2012 | "Dançando"   | Carrossel      |
| 2013 | "130 Anos"   | Sangue Bom     |
| 2017 | "Hallelujah" |                |

## Singles
| Ano  | Single                | Melhores posições | Álbum                                |
| Ano  | Single                | BRA               | Álbum                                |
| ---- | --------------------- | ----------------- | ------------------------------------ |
| 2011 | "Dançando"            | 2                 | Agridoce                             |
| 2012 | "130 Anos"            | 13                | Agridoce                             |
| 2017 | "Hallelujah"          | —                 | Apenas single                        |
| 2017 | "La Javanaise"        | —                 | Agridoce                             |
| 2021 | "Sweet Virginia"      | —                 | Sweet Virginia / Across The Universe |
| 2021 | "Across the Universe" | —                 | Sweet Virginia / Across The Universe |

## Turnês
- (2011–2012) Turnê Agridoce

## Premios e indicações
| Ano  | Premiação                             | Indicação  | Categoria                | Resultado | Ref.                |
| ---- | ------------------------------------- | ---------- | ------------------------ | --------- | ------------------- |
| 2012 | MTV Video Music Brasil                | Agridoce   | Artista do Ano           | Indicado  | [ 4 ]               |
| 2012 | MTV Video Music Brasil                | Agridoce   | Melhor Banda             | Indicado  | [ 4 ]               |
| 2012 | MTV Video Music Brasil                | "Dançando" | Hit do Ano               | Indicado  | [ 4 ]               |
| 2012 | MTV Video Music Brasil                | "Agridoce" | Melhor Capa              | Indicado  |                     |
| 2012 | MTV Video Music Brasil                | "Agridoce" | Melhor Disco             | Indicado  |                     |
| 2012 | MTV Europe Music Awards               | Agridoce   | Best Brazilian Act       | Indicado  | [ 4 ]               |
| 2012 | Prêmio Multishow de Música Brasileira | Agridoce   | Projeto Paralelo         | Venceu    | [ 5 ]               |
| 2012 | Prêmio Contigo! MPB FM de Música      | Agridoce   | Projetos Especiais       | Venceu    | [ 6 ]               |
| 2012 | Prêmio Contigo! MPB FM de Música      | "Agridoce" | Melhor Álbum de Pop/Rock | Indicado  | [carece de fontes?] |
| 2012 | Prêmio Contigo! MPB FM de Música      | Martin     | Melhor Instrumentista    | Indicado  | [carece de fontes?] |